# Punk in Africa
Punk in Africa (mesmo título em Portugal) é um documentário sul-africano-moçambicano-zimbabuano realizado e escrito por Keith Jones e Deon Maas. Foi exibido em Portugal no IndieLisboa a 27 de abril de 2012.

## Elenco
- Paulo Chibanga
- Michael Fleck
- Ivan Kadey
- Ruben Rose
- Warwick Sony
- Lee Thomson, u.v.m.